# 1334 Lundmarka
1334 Lundmarka este un asteroid din centura principală, descoperit pe 16 iulie 1934, de Karl Reinmuth.